# Mélanger les couleurs
Albums de Kaolin
De retour dans nos criques
(2004)
Singles
1. Partons vite
Sortie : 2006

Mélanger les couleurs est le troisième album de Kaolin enregistré en 2006.
Il est porté par le single Partons vite.

## Liste des chansons
1. Beach Party
2. Partons vite
3. J’irai mélanger les couleurs
4. Je reviens
5. Cherche des poux
6. Sur le cœur
7. Belle évidence
8. Greta
9. Club 35
10. Lilla Huset
11. Fais semblant
12. J’insiste